# Facultad Multidisciplinaria Oriental (Universidad de El Salvador)
La Facultad Multidisciplinaria Oriental de la Universidad de El Salvador es la segunda más antigua de las facultades descentralizadas de la UES. Tiene su sede en la ciudad de San Miguel. Es el principal centro de estudios de educación superior de la zona oriental de El Salvador, y para el año 2016 contaba con 6,602 alumnos inscritos en las diferentes carreras que se brindan en la misma.

## Historia
El 17 de junio de 1966, en Sesión n.º 304, el Consejo Superior Universitario fundó el Centro Universitario de Oriente (CUO), en la ciudad de San Miguel, como una extensión de los estudios impartidos por la Universidad de El Salvador hacia la zona oriental. Los objetivos principales que motivaron su creación fueron:
- Ampliar la capacidad de servicio docente de la unidad.
- Satisfacer las necesidades educativas y culturales de la zona oriental.
- Contribuir con el desarrollo y progreso.
- Crear los instrumentos técnicos y culturales a sectores de la población que no tienen acceso a la educación universitaria.
- Descentralizar los servicios de educación superior.

Estos objetivos aún siguen vigentes. En abril de 1967, se adquirió un terreno de 108 manzanas de extensión en el cantón El Jute a 6,5 km., al suroriente de la ciudad de San Miguel, en el departamento homónimo, donde se pretendía construir el campus universitario del CUO. Las actividades académicas se iniciaron el 17 de mayo de 1969. El primer director fue el Dr. José Vinnatea; y las actividades académicas se iniciaron a través de tres departamentos que impartían el servicio de áreas comunes a todas las carreras de la UES. Los departamentos de los cuales estaba constituida la UES eran: Departamento de Física y Matemática, Departamento de Ciencias Biológicas y Química, y Departamento de Ciencias Sociales, Filosofía y Letras.
La asignación presupuestaria inicial fue de 96,582.00 colones para cubrir costos docentes y administrativos. Durante la década de 1970 y posteriormente a la intervención militar del 19 de julio de 1972, la UES reabrió su trabajo administrativo a inicios de 1973, logrando la apertura de clases a principio de 1974. Para este año, las áreas comunes ya habían desaparecido, y el Centro Universitario de Oriente adopta al servicio de materias para las carreras de mayor demanda. El licenciado Jaime López, en su tesis de Maestría en 1978, define al Centro Universitario de Oriente como la unidad regional de la UES creada para extender los servicios docentes, de investigación y de extensión de centro regional, los cuales fueron:
- Contribuir a la reforma de los sistemas educativos del nivel primario y secundario, poniendo al servicio del maestro, los centros de estudios accesibles en su propia localidad.
- Arraigar el estudiante y al profesional graduado a su propia comunidad y permitir una adecuada distribución de los servicios profesionales y técnicos de la UES a toda la nación.
- Crear intereses intelectuales, científicos y profesionales en más amplios sectores de la población y en otros centros urbanos y semiurbanos.

Los anteriores y estos objetivos son todavía objeto de análisis y sirven como reflexión para los trabajadores de mesa que se deberán realizar.
Para 1978 el Centro Universitario de Oriente estaba organizado de la siguiente manera: el Departamento de Humanidades y Ciencias Sociales comprendía las áreas de Ciencias y Humanidades, Economía y Ciencias Jurídicas. Tenía 181 estudiantes, de los cuales, 70 eran de Ingeniería Agronómica Generalista, 41 de Fitotecnia y 70 de Zootecnia. El Departamento de Ciencias Agropecuarias era el más desarrollado como servicio terminal a carreras.
Es importante conocer que el acuerdo de creación del Centro Universitario de Oriente contenía 20 artículos, pero es llamativo el artículo 11 que decía: El Consejo Directivo del Centro estará compuesto por el director, por los Decanos de las Facultades que existan en el Centro, por un Representante de cada cuerpo de Profesores de los Departamentos Locales que no forman parte de una Facultad y por Representantes Estudiantiles. Se estipulaban 14 atribuciones. Después de algunos cierres universitarios en los inicios de los años 80, el Centro Universitario de Oriente que funcionaba en diferentes locales arrendados en la ciudad de San Miguel, (5 locales), tuvo que funcionar en otros locales y escuelas públicas para reiniciar su trabajo después del cierre de 1980.
El 3 de noviembre de 1983, el Consejo Superior Universitario aprueba la erogación de 1 millón 100 mil colones para construir las actuales instalaciones, ya que en 1978 había sido construido el edificio que ocupa actualmente la Administración y los Departamentos de Economía y de Ciencias y Humanidades.
En septiembre de 1984, el Centro Universitario de Oriente se traslada hacia las nuevas instalaciones, funcionando académicamente con los Departamentos de Ciencias Agropecuarias, Biología, Química, Física, y Matemática, Derecho, Humanidades y Ciencias Sociales, creándose además en este período de los ochenta, el Departamento de Ciencias Económicas y de Medicina. En 1988, el Consejo Superior Universitario aprobó el Reglamento de Gobierno de los Centros Regionales, en el cual se establece una nueva estructura académica administrativa que permitiría ampliar su capacidad de servicio; creándose los departamentos homólogos o las facultades, exceptuando el de Odontología y permitiendo crecer de manera espontánea las diferentes carreras que hoy se tienen.
El 4 de junio de 1992, por acuerdo n.º 39-91-93-IX, el Consejo Superior Universitario decide crear las Facultades Multidisciplinarias, con todas las atribuciones y deberes del resto de Facultades. Un estudio realizado por académicos de esta Facultad en el esfuerzo de formación de la Maestría en Profesionalización de la Docencia Superior, apunta: "Como Facultad Regional necesita (La Facultad) gozar de una mayor autonomía académica y administrativa, no sólo para planificar según las necesidades de la Región, sino también para la eficiente ejecución de planes de trabajo, para lo cual es necesario eliminar su dependencia de la Unidad Central en el Área Académica, Administrativa y Financiera y es necesario crear las condiciones que permitan a las autoridades de la Facultad, planificar y desarrollar sus iniciativas."